# 오겔 도표
오겔 도표(Orgel diagram)는 전이금속의 배위 화합물의 항기호와 에너지에 관한 상관도표로서 고스핀 상태에서 전자의 준위에 대한 에너지를 나타낸다. 영국 화학자 레슬리 오겔(Leslie Orgel)이 도입한 것이다.

## 같이 보기
- 타나베-스가노 도표